# Boris Kuznetsov (football)
Pour les articles homonymes, voir Boris Kuznetsov et Kuznetsov.
Boris Dmitriyevich Kuznetsov (en russe, Борис Дмитриевич Кузнецов), né le 14 juillet 1928 à Moscou et mort le 3 décembre 1999 toujours à Moscou, est un footballeur soviétique.

## Statistiques
| Saison                | Club                  | Championnat           | Championnat | Championnat | Coupe(s) nationale(s) | Coupe(s) nationale(s) | Total | Total |
| Saison                | Club                  | Division              | M.          | B.          | M.                    | B.                    | M.    | B.    |
| 1951                  | MVO Kalinine          | D2                    | 15          | 0           | -                     | -                     | 15    | 0     |
| 1952                  | MVO Kalinine          | D1                    | 12          | 0           | -                     | -                     | 12    | 0     |
| 1953                  | MVO Moscou            | D1                    | 2           | 0           | -                     | -                     | 2     | 0     |
| Sous-total            | Sous-total            | Sous-total            | 29          | 0           | -                     | -                     | 29    | 0     |
| 1953                  | Dynamo Moscou         | D1                    | 13          | 0           | 5                     | 0                     | 18    | 0     |
| 1954                  | Dynamo Moscou         | D1                    | 22          | 0           | 1                     | 0                     | 23    | 0     |
| 1955                  | Dynamo Moscou         | D1                    | 21          | 0           | 1                     | 0                     | 22    | 0     |
| 1956                  | Dynamo Moscou         | D1                    | 22          | 0           | -                     | -                     | 22    | 0     |
| 1957                  | Dynamo Moscou         | D1                    | 22          | 0           | 2                     | 0                     | 24    | 0     |
| 1958                  | Dynamo Moscou         | D1                    | 21          | 0           | 2                     | 0                     | 23    | 0     |
| 1959                  | Dynamo Moscou         | D1                    | 20          | 0           | 1                     | 0                     | 21    | 0     |
| 1960                  | Dynamo Moscou         | D1                    | 12          | 1           | 2                     | 0                     | 14    | 1     |
| 1961                  | Dynamo Moscou         | D1                    | 9           | 0           | 1                     | 0                     | 10    | 0     |
| Sous-total            | Sous-total            | Sous-total            | 162         | 1           | 15                    | 0                     | 177   | 1     |
| Total sur la carrière | Total sur la carrière | Total sur la carrière | 191         | 1           | 15                    | 0                     | 206   | 1     |

## Palmarès
MVO Moscou (en)
- Finaliste de la Coupe d'Union soviétique en 1951.

 Dynamo Moscou
- Champion d'Union soviétique en 1954, 1955, 1957 et 1959.
- Vainqueur de la Coupe d'Union soviétique en 1953.

 Union soviétique
- Champion olympique en 1956.